# Cereda-hágó
A Cereda-hágó, olaszul: Passo Cereda, Primör- (Primiero-)völgyi venét nyelvjárásban Ẑarèđa; egy kevésbé ismert, 1369 m magas hegyi közúti hágó a Déli-Dolomitokban, Észak-Olaszországban, Trento megye és Belluno megye határán, mely egyben Trentino-Dél-Tirol és Veneto régiók határvonala is. Maga a hágótető a trentinói oldalon fekszik. A hágó útja összeköti a délnyugati Cismon-völgyet Gosaldo községgel, ahonnan az Aurine-hágóra vezető útban folytatódik.

## Fekvése
A Cereda-hágót délkeletről, a venetói oldalon a Bellunói-Dolomitok, azon belül a Feltrini-Dolomitok (Vette Feltrine) hegycsoport határolja, ennek a hágó fölé emelkedő csúcsai a 2486 m magas Piz de Sagron és a 2522 m magas Sass de Mura, a hágóval párhuzamosan a Pale Alte Palughet gerinc húzódik.
Északkeleten a trentinói Pala-hegycsoport, ismertebb nevén a Pale di San Martino, melynek legdélibb csúcsai a 2503m magas Cimerio és a 2397m magas 2397m magas Cima d’Ottro, utóbbi a Trentino-Venetó határvonalon. Ezek előhegyei képezik a hágó északi oldalát. A Pala-csoporttól északra és nyugatra, a Cismon-völgy keleti oldalán fekszik San Martino di Castrozza síközpont és a Rolle-hágó.
A Cereda-hágó vízválasztót képez a Cismon-patak és a Mis patak völgyei között. A hágótól délnyugatra eső, észak-déli irányban folyó Cismon-patak a Brenta folyóba ömlik, a hágótól északkeletre eső Mis-patak a Mis-tavon keresztül (Lago de Mis) a Cordevole patakba torkollik, amely a Piave folyóba ömlik.

## Közlekedése
A hágón át vezető SS347 sz. főút végig szilárd, aszfaltozott burkolatú, szűk, élesen kanyargós nyomvonalú. Délnyugati vége Fiera di Primieró-nál indul, itt ágazik ki a Cismon-völgyben futó SS50. sz. főútból. Északnak haladva három hágón megy keresztül (Cereda, Aurine, Duran). Fiera di Primieró-tól 13% meredekséggel kapaszkodik fel a Cereda-hágótetőre, ahol 1369 m magasan egy menedékház üzemel. Innen az út északkelet felé 15% maximális lejtéssel jut le a Mis-patak völgyében fekvő Sagron Mis-be, itt átlépi a régióhatárt, innen kelet felé továbbhalad a venetói Molini-völgyben fekvő Gosaldo községbe (1141 m).
Innen az út ismét felfelé halad tovább az Aurine-hágó (Forcella Aurine) felé, leereszkedik a Cordevole patak völgyébe, Agordo városába, onnan a Duran-hágón át a Zoldo-völgybe ér, ahonnan a Cadore-völgy megy tovább.

## Turizmus
A Cereda-hágó a Pala-csoportba és a Feltrini-csoportba irányuló túrázók, hegymászók kiindulópontja. A 2. számú Dolomiti magashegyi túraút észak-déli irányban haladva, a Pala-csoport hegyei közül érkezve keresztezi a Cereda-hágót, és dél felé haladva a Feltrei-Dolomitokban, Feltre városában végződik.